# Вилфред Бунгеји
Вилфред Кепкенбоји Бунгеји (енгл. Wilfred Kipkemboi Bungei; Кабирисанг, 24. јул 1980) је бивши кенијски атлетичар, тркач на средњим стазама, а најуспешнији је на 800 м, дисциплини у којој је победио на Олимпијским играма 2008. у Пекингу.
Почео је да трчи 1997. када је имао 17 година и првобитно се фокусирао на 400 метара. У 1998. преселио се на дупло дужу стазу и исте године је био другопласирани на Светском првенству за јуниоре у Ансију (Француска).
На Светском првенству 2001. у Едмонтону освојио је сребрну медаљу са 1:44,55. Године 2002. у Риетију поставио је свој лични рекорд 1:42,34 минута и заузео пето место на вечној листи најбољих на свету на 800 метара (јул 2008).
У 2003. је освојио бронзу на Светском дворанском првенству у Бирмингему и освојио ИААФ Светско атлетско финале.
На Олимпијским играма 2004. завршио је на петом месту. Следеће године је четврти на Светском првенству у Хелсинкију и поново је освојио ИААФ Светско атлетско финале.
У 2006. је на Светском дворанском првенству у Москви био трећи и исто трећи на ИААФ Светском атлетском финалу. На Светском првенству 2007 у Осаки завршио је као пети.

## Лични рекорди
- 800 метара — 	1:42,34 мин, 8. септембар 2002. Ријети
- 1.000 метара — 2:18,60 мин, 7. јул 2002. Ретимно